# 锡河畔圣但尼
锡河畔圣但尼（法語：Saint-Denis-sur-Scie，法語發音：[sɛ̃ dəni syʁ si]）是法国滨海塞纳省的一个市镇，属于迪耶普区。

## 地理
锡河畔圣但尼（49°42'17"N, 1°5'39"E）面积8.63 平方千米，位于法国诺曼底大区滨海塞纳省，该省份为法国北部沿海省份，其西部及北部濒大西洋英吉利海峡，东起顺时针与索姆省、瓦兹省、厄尔省和卡爾瓦多斯省接壤。
与锡河畔圣但尼接壤的市镇（或旧市镇、城区）包括：比维尔拉拜尼亚尔德、科地区蒙特勒伊、圣马克卢-德福勒维尔、托特、瓦松维尔、瓦勒德锡。
锡河畔圣但尼的时区为UTC+01:00、UTC+02:00（夏令时）。

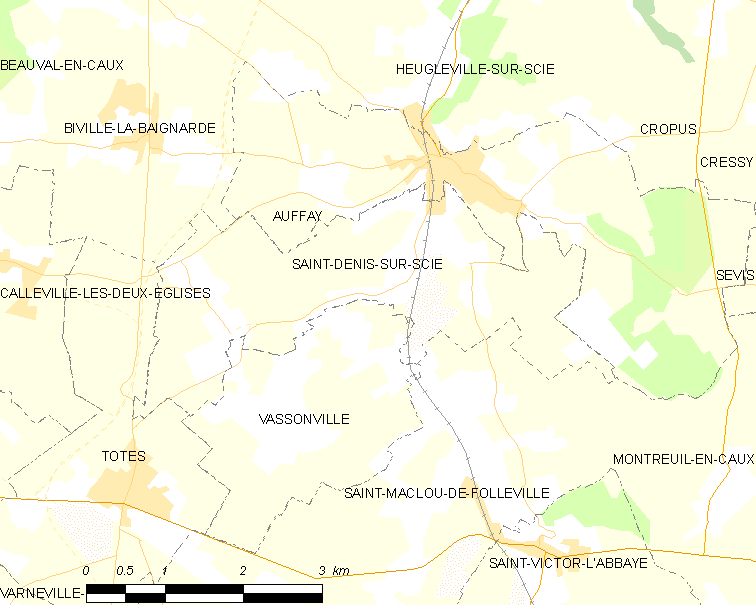
锡河畔圣但尼的OSM定位图

## 行政
锡河畔圣但尼的邮政编码为76890，INSEE市镇编码为76574。

## 政治
锡河畔圣但尼所属的省级选区为吕讷赖县。

## 人口

1962-2008年间锡河畔圣但尼人口变化图示

锡河畔圣但尼于2022年1月1日时的人口数量为663人。